# Piaye
Piaye ist eine Siedlung im Quarter (Distrikt) Laborie im Süden des Inselstaates St. Lucia in der Karibik. 

## Geographie
Die Siedlung liegt im Westen der Südküste, zwischen den Flüssen Balembouche River und Piaye River. Piaye grenzt an Balembouche (W), La Perle (N) und Saphire (O).

## Klima
Nach dem Köppen-Geiger-System zeichnet sich Piaye durch ein tropisches Klima mit der Kurzbezeichnung Af aus.